# El Arrecife
El Arrecife, Arrecife o Arrecife de Córdoba es una localidad de la provincia de Córdoba, en la comunidad autónoma de Andalucía, España, el cuarto de los diez departamentos pertenecientes al municipio de La Carlota, en la comarca del Valle Medio del Guadalquivir. Su población en 2012 fue de 1585 habitantes (INE).

## Geografía
El Arrecife está situado a 231 m de altitud, próximo a las localidades de La Carlota, Aldea Quintana, La Victoria y El Rinconcillo. Se encuentra a 22 km de Córdoba, la capital de la provincia, y a 5 km de La Carlota.
Accesos
- Desde La Carlota, a través de la antigua carretera N-IVa o por la autovía A-4/E-5.
- Desde Córdoba y desde el Norte peninsular, por dicha autovía A-4/E-5.
- Desde El Rinconcillo y La Guijarrosa, por la CP-278.

## Historia
Existen escasos testimonios de algunos asentamientos o villas de época romana, establecidas allí por la cercanía de la Vía Augusta que unía Sevilla, Carmona, Osuna y Córdoba. Ya en la Edad Moderna, El Arrecife fue fundado en la segunda mitad del siglo XVIII, hacia 1769, junto a La Carlota y sus diez departamentos, debido al interés del rey Carlos III por colonizar algunas zonas despobladas del valle del Guadalquivir y Sierra Morena (véase Colonización de Sierra Morena y Andalucía). El objetivo de esta colonización fue doble: por una parte proteger el tránsito de diligencias, poblando estas zonas que servían de refugio al bandolerismo, y por otra parte, poner en explotación grandes zonas improductivas hasta entonces.
Los colonos que habitaron estas tierras fueron colonos católicos alemanes y flamencos, además de dos familias españolas. Eran un total de 137 individuos correspondientes a 32 familias, que se adjudicaron 32 parcelas o suertes. A la influencia francesa y de la Ilustración se debe que administrativamente el municipio se dividiese en departamentos, y no en aldeas. A comienzos del siglo XIX, según el Padrón de 1805, ya eran mayoría las familias españolas.
El nombre de la aldea procede del árabe al-rasif, que significa 'el camino', por la localización de los primeros asentamientos junto al Camino Real que unía Cádiz con el norte de España, germen de la carretera nacional N-IV.

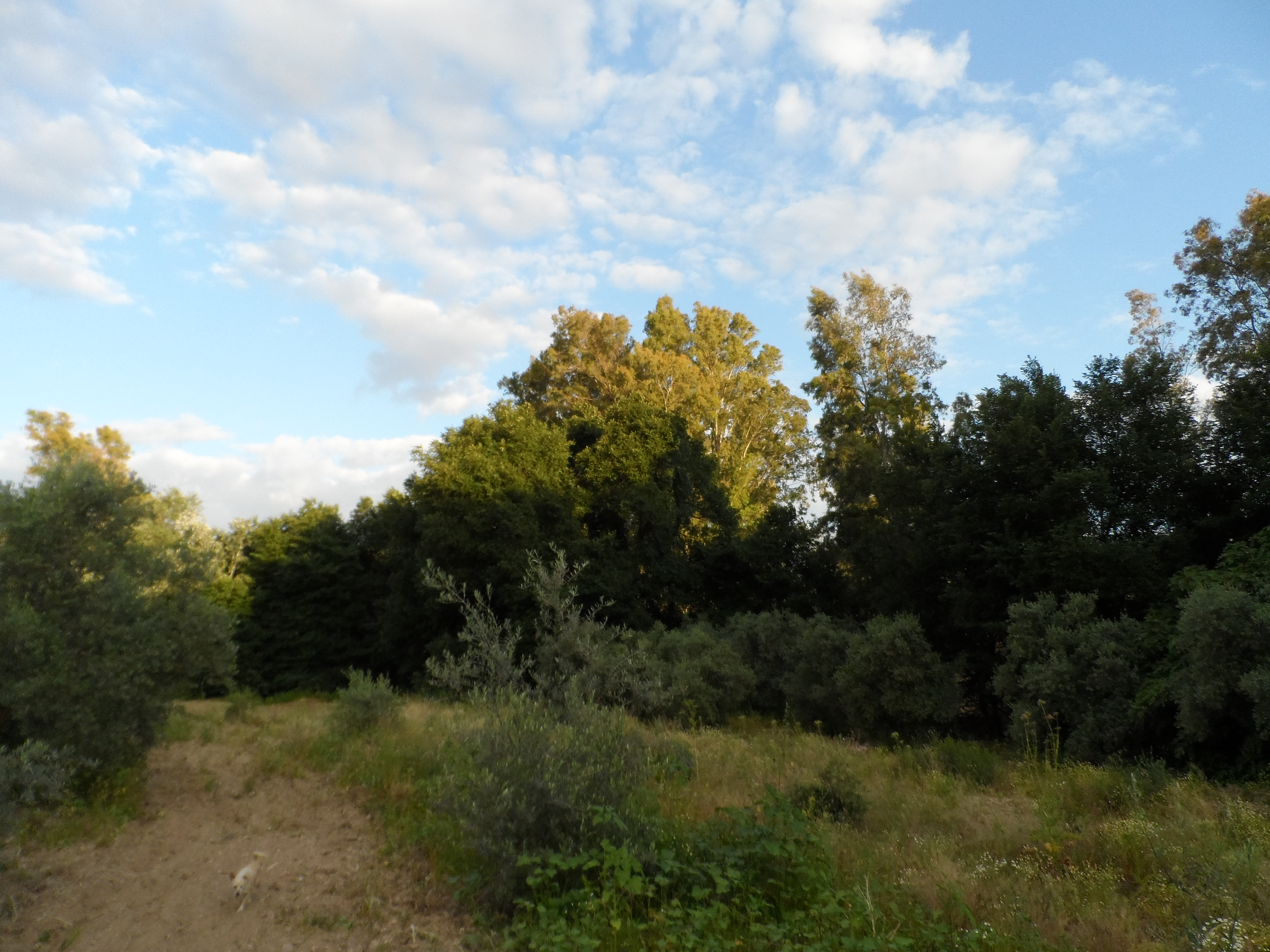
Álamos en el arroyo Guadalmazán

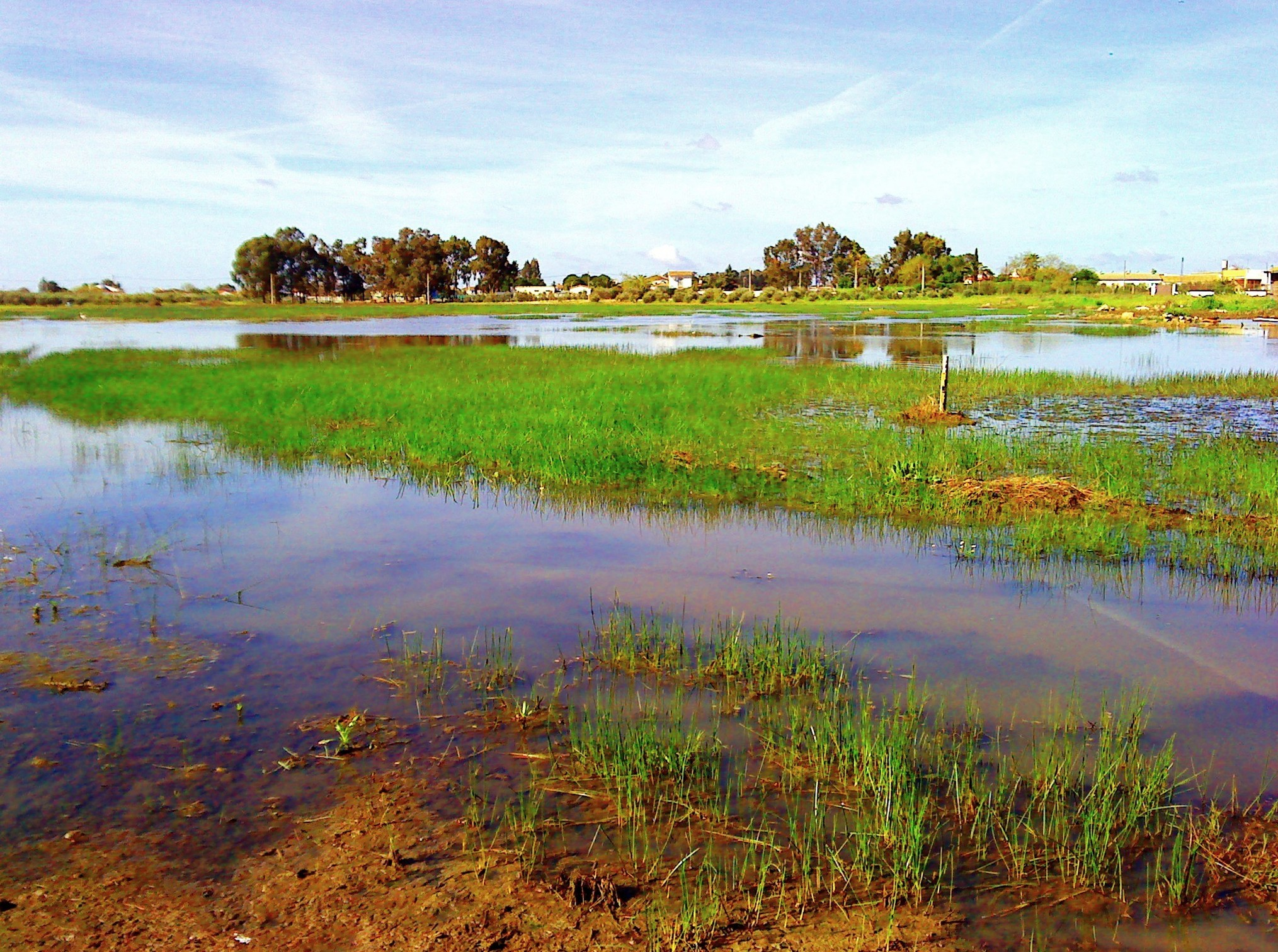
La conocida como laguna grande

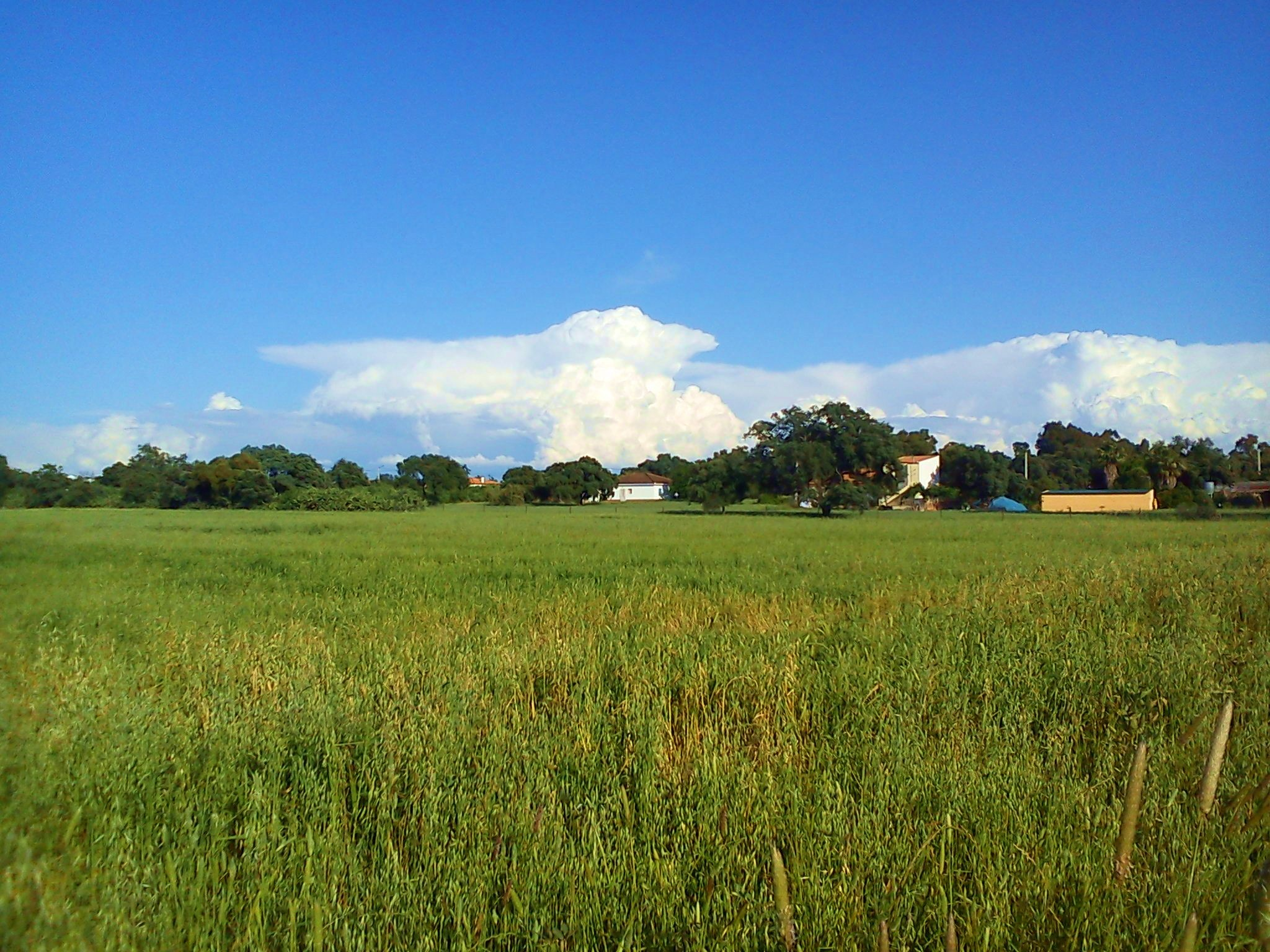
Típicos campos de cereal

## Fiestas
Cada año se celebra una romería del 12 al 15 de mayo, también llamada Camino romero de San Isidro Labrador. La feria local tiene lugar desde el 31 de mayo al 3 de junio, en honor de san Isidro Labrador. La semana del 23 de agosto se celebra la tradicional Verbena del Emigrante.
- Romería de San Isidro Labrador (15 de mayo y días próximos). Festividad en torno al patrón de la localidad, San Isidro Labrador. Tiene lugar en un área geográfica denominada como Baneguillas, próxima al término municipal de La Victoria, también conocida como Torrontera Blanca. La romería se inicia con el camino romero, una procesión desde la iglesia hasta el lugar de la romería, donde la imagen de San Isidro recorre las principales calles del pueblo acompañado de carrozas, carros de caballos y personas a pie. Es frecuente en el recorrido las paradas para beber y comer, así como para bailar sevillanas ante la sagrada imagen. En el campo, las familias arrecifeñas se reúnen en torno a los chaparros para pasar un día, o varios, de convivencia entre amigos y vecinos. La Romería de San Isidro data del año 1948, siendo una de las más antiguas de la comarca. Es organizada por la comisión de festejos del Arrecife, colaborando en ellas además tanto empresas como familias del pueblo. En los últimos años se creó una asociación dedicada a San Isidro la cual, como no podía ser de otra manera participa en estos días de convivencia. Cuenta con la actuación de coros, una misa en el campo el 15 de mayo y carreras de cintas a caballo.
- Feria en honor a San Isidro Labrador. Se celebra a finales de mayo o principios de junio, normalmente la semana después de la feria de Córdoba. Se desarrolla en cuatro días, de jueves a domingo. Anteriormente era celebrada en torno al 15 de mayo, día de San Isidro, pero fue movida a la fecha actual para no coincidir con la romería, este cambio se realizó en el año 2005. Muy típico de esta feria es el jueves, día del niño, donde las atracciones están a un precio más económico para los más pequeños de la localidad, el domingo es tradicional la carrera de cintas, en bici o moto, concentrando a un gran público en la calle. La feria se sitúa tradicionalmente entre la plaza de Juan Serrano y el pabellón, conocido como La Algodonera y donde esos días se coloca la caseta municipal. Son numerosas las atracciones, puestos y tómbolas en la feria, amenizada por las típicas orquestas y varios concursos como el de miss y míster o el baile de la escoba.
- Verbena del Emigrante. Pequeña verbena celebrada tradicionalmente la penúltima semana de agosto, es de corta duración, dos días, en los alrededores del pabellón.

## Demografía
La evolución de la población de El Arrecife en los últimos años fue la siguiente:
| Gráfica de evolución demográfica de El Arrecife entre 2000 y 2012 |
|                                                                   |
| Datos según el nomenclátor publicado por el INE.                  |